# Graue Bergziege

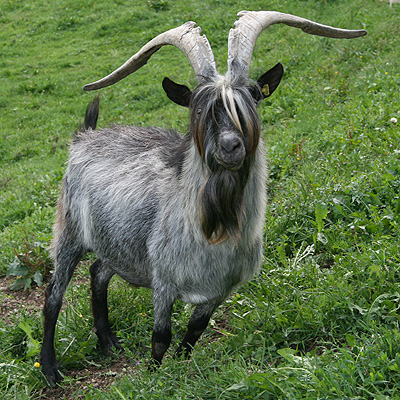
Capra Grigia (Graue Bergziege):
Ziegenbock (Bock)

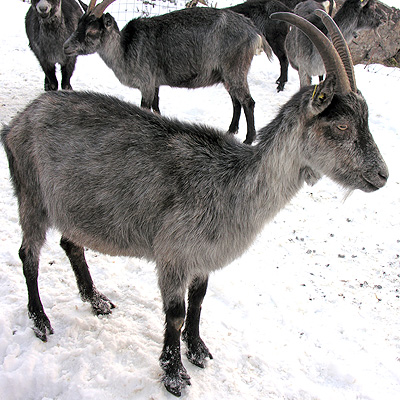
Capra Grigia (Graue Bergziege):
Ziege (Geiß)

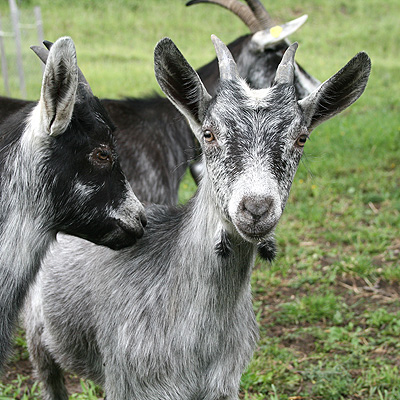
Capra Grigia (Graue Bergziege):
Kitz (Gitzi)

Die Graue Bergziege oder Capra Grigia ist eine Schweizer Gebirgsrasse der Hausziege und stammt aus den Tessiner und Südbündner Alpentälern. Ende der 1990er Jahre lebten nur noch wenige graue Ziegen in der Region des Misox und des Calancatals. 1997 startete die Stiftung ProSpecieRara ein Rettungsprojekt und fasste unter dem Rassenamen Capra Grigia alle noch verbliebenen grauen Ziegenschläge zusammen. Dazu gehörten die Livinerziege, die Blenio-Valmaggiaziege und die Rivieraziege. Da diese Ziegen bei der 1938 durchgeführten Ziegenrassen-Bereinigung nicht berücksichtigt wurden und seither nicht als einheimisch galten, reichte ProSpecieRara 2006 ein Gesuch um Anerkennung als Schweizer Rasse beim Bundesamt für Landwirtschaft ein, das im selben Jahr gutgeheissen wurde.
Die «Cavra del sass», wie man die grauen Ziegen im Calancatal nennt, sind leicht an ihrer grauen Körperfarbe zu erkennen. Die verschiedenen Ahnen-Schläge widerspiegeln sich heute in den verschiedenen Grautönen von silber- bis dunkelgrau. Oft wird die Fellfarbe mit der von gebrochenem oder gewaschenem Calanca-Granit verglichen.
Mit einem Gesamtbestand von ca. 190 erfassten Zuchttieren (Stand Herbst 2007) muss die Capra Grigia als eine der bedrohtesten Schweizer Ziegenrassen eingestuft werden.
Anmerkung

1. 1 2  Weitere Benennungen siehe hier.